# Burcy (Calvados)
Burcy és un municipi francès situat al departament de Calvados i a la regió de Normandia. L'any 2007 tenia 364 habitants.

## Demografia

### Població
El 2007 la població de fet de Burcy era de 364 persones. Hi havia 144 famílies de les quals 32 eren unipersonals (16 homes vivint sols i 16 dones vivint soles), 48 parelles sense fills, 56 parelles amb fills i 8 famílies monoparentals amb fills.
La població ha evolucionat segons el següent gràfic:
Habitants censats

### Habitatges
El 2007 hi havia 161 habitatges, 143 eren l'habitatge principal de la família, 9 eren segones residències i 9 estaven desocupats. 158 eren cases i 2 eren apartaments. Dels 143 habitatges principals, 94 estaven ocupats pels seus propietaris, 46 estaven llogats i ocupats pels llogaters i 3 estaven cedits a títol gratuït; 3 tenien dues cambres, 28 en tenien tres, 54 en tenien quatre i 58 en tenien cinc o més. 126 habitatges disposaven pel capbaix d'una plaça de pàrquing. A 58 habitatges hi havia un automòbil i a 76 n'hi havia dos o més.

### Piràmide de població
La piràmide de població per edats i sexe el 2009 era:
| Homes | Edats   | Dones |
| ----- | ------- | ----- |
| 0     | 95 o +  | 0     |
| 0     | 90 a 94 | 0     |
| 0     | 85 a 89 | 0     |
| 4     | 80 a 84 | 8     |
| 8     | 75 a 79 | 4     |
| 4     | 70 a 74 | 0     |
| 8     | 65 a 69 | 4     |
| 4     | 60 a 64 | 8     |
| 16    | 55 a 59 | 8     |
| 4     | 50 a 54 | 8     |
| 24    | 45 a 49 | 12    |
| 24    | 40 a 44 | 20    |
| 8     | 35 a 39 | 24    |
| 16    | 30 a 34 | 4     |
| 12    | 25 a 29 | 12    |
| 12    | 20 a 24 | 8     |
| 12    | 15 a 19 | 16    |
| 8     | 10 a 14 | 28    |
| 16    | 5 a 9   | 0     |
| 16    | 0 a 4   | 8     |

## Economia
El 2007 la població en edat de treballar era de 235 persones, 193 eren actives i 42 eren inactives. De les 193 persones actives 182 estaven ocupades (106 homes i 76 dones) i 11 estaven aturades (3 homes i 8 dones). De les 42 persones inactives 13 estaven jubilades, 15 estaven estudiant i 14 estaven classificades com a «altres inactius».

### Ingressos
El 2009 a Burcy hi havia 146 unitats fiscals que integraven 371 persones, la mediana anual d'ingressos fiscals per persona era de 15.637 €.

### Activitats econòmiques
Dels 11 establiments que hi havia el 2007, 1 era d'una empresa de fabricació d'altres productes industrials, 5 d'empreses de construcció, 2 d'empreses de comerç i reparació d'automòbils, 1 d'una empresa immobiliària, 1 d'una empresa de serveis i 1 d'una empresa classificada com a «altres activitats de serveis».
Dels 4 establiments de servei als particulars que hi havia el 2009, 1 era un paleta, 2 fusteries i 1 lampisteria.
L'únic establiment comercial que hi havia el 2009 era una botiga de menys de 120 m².
L'any 2000 a Burcy hi havia 30 explotacions agrícoles que ocupaven un total de 1.232 hectàrees.

## Poblacions més properes
El següent diagrama mostra les poblacions més properes.